# Distretto di Montijo

Mappa del Distretto di Montijo a Panama

Il distretto di Montijo è un distretto di Panama nella provincia di Veraguas con 6.572 abitanti al censimento 2010
Esso include tutte le isole al largo di Coiba, il più grande dei quali sono Coiba and Jicarón. La capitale si trova nella città di Montijo.  Il distretto comprende il Golfo di Montijo e le isole che comprende.

## Geografia antropica

### Suddivisioni amministrative
Il distretto è suddiviso in otto comuni (corregimientos):
- Montijo
- Gobernadora
- La Garceana
- Leones
- Pilón
- Cébaco
- Costa Hermosa
- Unión del Norte